# Institut Xavier
L’Institut Xavier (parfois surnommé « Manoir Xavier » ou « Manoir X ») est une école de fiction présente dans l'univers Marvel de la maison d'édition Marvel Comics. Créée par le scénariste Stan Lee et le dessinateur Jack Kirby, l’école apparaît pour la première fois dans le comic book Uncanny X-Men #1 en septembre 1963.
Dans la bande dessinée, l'école est fondée par le professeur Charles Xavier pour accueillir de jeunes élèves mutants. C'est également la base d'opérations des X-Men et le quartier général de la X-Corporation. L'école est située au 1407 Graymalkin Lane, Salem Center, dans le comté de Westchester de l'État de New York aux États-Unis.
En version originale, le lieu est surnommé « X-Mansion » (« Manoir X »), et officiellement « Xavier Institute for Higher Learning » (« École Xavier pour l'enseignement supérieur »), anciennement « Xavier's School for Gifted Youngsters » (« École Xavier pour jeunes surdoués »),.
Lorsque Wolverine ouvre à nouveau une école au même endroit, il la nomme « Jean Grey School for Higher Learning » (« École Jean-Grey pour l'enseignement supérieur »), en hommage à Jean Grey.

## Historique

### Institut Xavier
L’Institut Xavier se situe à environ une heure de route de New York et à 5 miles au nord de Salem Center, la ville la plus proche. Les terres sur lesquelles il allait plus tard se dresser appartenaient auparavant aux ancêtres de Charles Xavier, les Graymalkin, des fermiers d'origine hollandaise. Le manoir de Xavier est possédée par sa riche famille depuis dix générations.
Quand Charles Xavier devient professeur, il crée au sein de son manoir la « Xavier's School for Gifted Youngsters » (École Xavier pour jeunes surdoués) afin d'aider les jeunes mutants qu'il découvre à maitriser leurs pouvoirs. Aux yeux du grand public, l’institut Xavier est une école privée respectable. Les X-Men y suivent d’ailleurs, en plus de leur entrainement en tant que mutants, une scolarité normale et rigoureuse.
Le lieu accueille les premiers X-Men : Scott Summer (Cyclope), Bobby Drake (Iceberg), Hank McCoy (Le Fauve), Warren Worthington III (Angel) et Jean Grey (Strange Girl, Marvel Girl en VO), un groupe d’adolescents mutants que Xavier entraîne afin de défendre le monde contre les mutants qui ont choisi la voie du mal, notamment Magnéto et sa Confrérie des mauvais mutants. Dans les premiers temps, Xavier tente de recruter d’autres étudiants, mais sans succès, l’une de ses tentatives aboutissant même à une attaque de l’institut par le Colosse (Fred. J. Dukes). À peine un an après leur arrivée, les X-Men y finissent leurs études secondaires.
Par la suite, Calvin Rankin (Mimic), puis Alex Summers (Havok, le frère de Scott) et Lorna Dane (Polaris) rejoignent l'institut, puis Jamie Madrox (l'Homme-multiple) et l’alchimiste James Prindler (Collider), ce dernier n’y restant que brièvement, ne se joignant pas aux X-Men.
Parallèlement, le docteur Moira McTaggert ouvre une école non loin de celle de Xavier où elle accueille quatre jeunes mutants : Pétra, Suzanne Chan (Sway), Armando Munoz (Darwin) et Gabriel Summers, jeune frère de Scott et Alex Summers (Kid Vulcain).
Après que le Fauve décide de quitter l’école pour aller travailler à la Brand Corporation, Xavier envoie les X-Men sur l’île de Krakoa, ayant repéré une signature énergétique mutante ; mais l’île tout entière se révèle être vivante et capture ses élèves. Xavier supplie alors Moira de lui prêter les siens pour aller secourir les X-Men, mais ceux-ci échouent. Xavier réuni alors une seconde équipe, rassemblant de jeunes mutants qu'il a découvert aux quatre coins du monde : Piotr Raspoutine (Colossus), Kurt Wagner (Diablo), Sean Cassidy (le Hurleur), Shiro Yoshida (Feu du soleil), John Proudstar (Thunderbird), Ororo Munroe (Tornade) et Logan (Wolverine, de son nom véritable James Howlett), qui réussissent à libérer les X-Men originaux. Ces « nouveaux » X-Men, étant plus âgés que les premiers, ne poursuivent pas d’études à l’institut Xavier sauf Piotr Raspoutine, et sont rejoints ensuite par la jeune Kitty Pryde puis par la jeune sœur de Piotr, Illyana Raspoutine (Magik).
Ayant souffert de plusieurs attaques successives provoquées par les ennemis des X-Men, l’école est finalement détruite par les extraterrestres Sidris qui étaient à la poursuite du père de Cyclope, Christopher Summers (le Corsaire). Grâce à l'aide des X-Men et de ses alliés Shi'ars (les Starjammers et Lilandra), Xavier arrive à reconstruire l’école, l’équipant largement avec une technologie extraterrestre.
À la suite de la disparition des X-Men dans l’espace, Charles Xavier les croit morts. Surmontant son chagrin, il décide ensuite d’accueillir une nouvelle promotion d’étudiants à l’institut : les Nouveaux Mutants, composés de Rahne Sinclair (Félina), Xi’an Coy Manh (Karma), Danielle Moonstar (Psyche, puis Mirage), Samuel Guthrie (Rocket) et Roberto DaCosta (Solar), rejoints plus tard par Douglas Ramsey (Cypher), Illyana Raspoutine (Magik), Amara Aquilla (Magma) et l'extraterrestre techno-organique Warlock. Cependant, les X-Men étaient vivants et revinrent sur Terre, accueillant une nouvelle recrue, Malicia (Anna Marie), qui poursuivit également ses études à l’institut. En parallèle, Xavier occupa un poste de professeur à l’université Columbia.
L'école est ensuite rebaptisée en « Xavier Institute for Higher Learning » (Institut Xavier pour l'enseignement supérieur), la plupart des élèves étant devenus adultes. L'école pour jeunes est délocalisée aux Monts Berkshire dans le Massachusetts et devient la « Massachusetts Academy ». Elle sert de base d'entrainement à une nouvelle génération de X-Men : Generation X.
Peu de temps après la fermeture de la Massachusetts Academy, l'école pour mutants rouvre au manoir Xavier, en conservant son nom, « The Xavier Institute for Higher Learning », malgré la présence de jeunes élèves.

### Institut Jean Grey
Lorsque Wolverine ouvre à nouveau une école au même endroit, il la nomme « Jean Grey School for Higher Learning » (École Jean Grey pour l'enseignement supérieur) en hommage à Jean Grey.
L'Institut Jean Grey est organisé comme suit :
- directeur : Wolverine
- codirectrice : Kitty Pryde
- gestionnaire, trésorier et professeur : Iceberg
- scientifique, médecin et professeur : le Fauve
- professeurs : Rocket, Husk, Malicia, Chamber, etc.
- concierge : le Crapaud

## Disposition des lieux
Au milieu de la cour principale de l'institut se trouve la statue commémorative de Phénix, dédiée à la mémoire de Jean Grey.
Le manoir comprend notamment la Salle des dangers et une salle contenant Cerebro, la machine qui permet à Xavier de repérer les mutants sur de grandes distances. Le bureau des directeurs de Cyclope et Emma Frost se trouve au dernier étage.
Le terrain de basket-ball est un lieu de rencontre populaire. Il a notamment été le site d'un match de basket dans lequel les X-Men utilisaient leurs pouvoirs mutants.
Le hangar, situé juste en dessous du terrain de basket, abrite de nombreux véhicules de transport ainsi que des avions, tels que le supersonique SR-71 Blackbird des X-Men.

## Apparitions dans d'autres médias

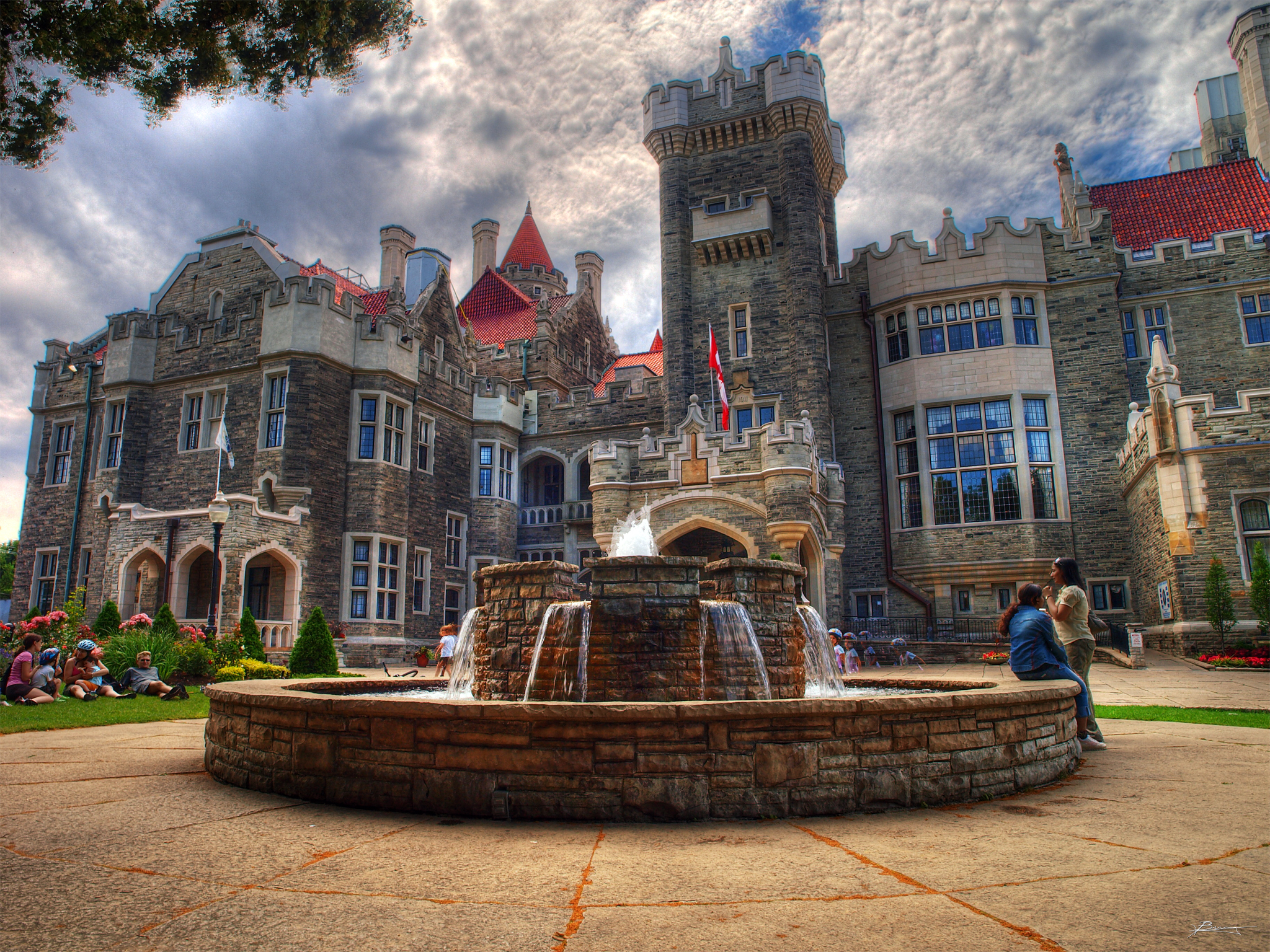
La Casa Loma à Toronto a servi de décors au film X-Men (2000).

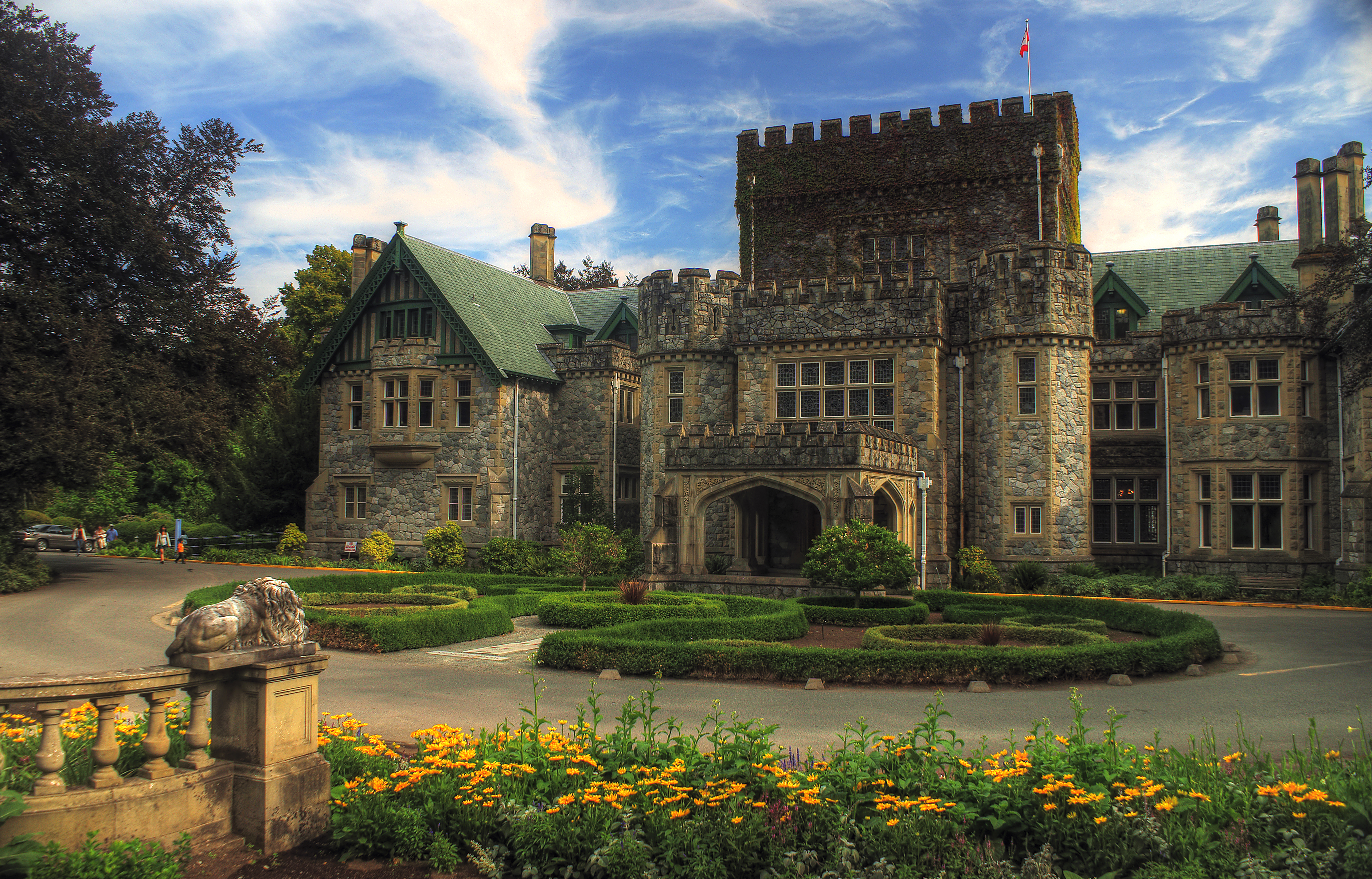
Le château d'Hatley a servi pour X-Men 2 (2003) et X-Men : L'Affrontement final (2006).

### Télévision
Le manoir Xavier apparaît à trois reprises dans la série d'animation Spider-Man and His Amazing Friends dans les années 1980, puis X-Men et Spider-Man, l'homme-araignée dans les années 1990. Dans X-Men: Evolution, il a la même adresse, mais à « Bayville », New York.
- Dans Wolverine et les X-Men, le manoir est détruit par une explosion massive. Avec l'aide de Forge et l'argent d'Angel, il est reconstruit juste à temps pour que les X-Men sauvent le monde.
- Dans la série de type « super deformed », The Super Hero Squad Show, c'est une partie de Super Hero City et un grand building circulaire surmonté d'un grand X.
- Le manoir est mentionné dans l'épisode Le complot maléfique de la série Avengers : L'Équipe des super-héros (saison 1, épisode 14). Une photographie dans un journal le montre avec la légende « Secret School for Mutants? ».

### Cinéma
Le manoir apparaît dans la plupart des films de la saga cinématographique X-Men, excepté les films consacrés à Wolverine :
- dans X-Men (Bryan Singer, 2000), les extérieurs du manoir sont tournés à Casa Loma (Toronto) et à Parkwood (Oshawa), au Canada[10].
- dans X-Men 2 (2003) et X-Men : L'Affrontement final (2006), les scènes extérieures du manoir sont tournées à Hatley Park et l'Université Royal Roads à Colwood, toujours au Canada[11],[12].
- dans X-Men : Le Commencement (2011), c'est l'Englefield House, une demeure de style élisabéthain située dans le Berkshire (Angleterre), qui est utilisée[13].
- dans X-Men: Apocalypse (2016), le manoir est détruit à la suite de l'explosion causée par Havok qui voulait détruire Apocalypse ; il est plus tard reconstruit grâce à Magneto et Jean Grey.

### Jeux vidéo
- Dans le jeu de combat X-Men: Next Dimension (2002), le manoir est l'une des arènes de combat. Il apparaît comme base dans X-Men Legends (2004) et Marvel Heroes (2013).
- Dans X-Men Legends II : L'Avènement d'Apocalypse (2005), le Fauve est au manoir pour tenter de localiser Apocalypse. Mais ce dernier le trouve avant lui et détruit le manoir Xavier.
- Dans Marvel: Ultimate Alliance (2006), Weasel (en), un ami de Deadpool, s'y rend, cherchant un endroit pour se cacher du SHIELD.

### Livre
- Le manoir apparaît à la fin du roman Planet X (1998), second crossover X-Men / Star Trek.